# Eupithecia pseudoscriptoria
Eupithecia pseudoscriptoria är en fjärilsart som beskrevs av Rothschild 1914. Eupithecia pseudoscriptoria ingår i släktet Eupithecia och familjen mätare. Inga underarter finns listade i Catalogue of Life.